# دين مارتن

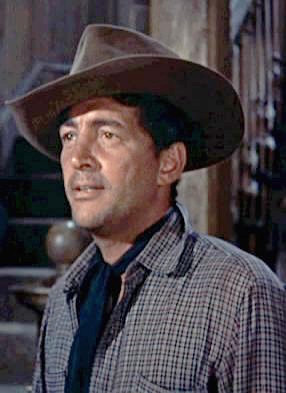
دين مارتن

دين مارتن (بالإنجليزية: Dean Martin) (7 يونيو 1917—25 ديسمبر، 1995) كان مغنياً، وممثلاً كوميدياً (فكاهياً) أمريكياً. كان واحدا من أفضل الفنانين الموسيقيين المعروفين في الخمسينيات والستينيات. أشهر أغاني مارتن الفردية شملت "ذكريات مصنوعة من هذا"، "هذا الحب "، "الكل يحب شخص ما"، "مامبو الإيطالية"،«تمايل»، "فولار" و"أليست هذه ركلة في الرأس؟". كان أحد قادة "حزمة الفأر"، وكان نجما في أربعة مجالات من الأعمال التجارية: حفلات موسيقية والتسجيلات والصور المتحركة والتلفزيون.
لقب ب «ملك الكول» ، وأصبح دين مارتن رمز لثقافة البوب بموسيقاه وعلامته المميزة السحر والشرب، على الرغم من أن الكأس كان به عصير التفاح على المسرح. كان يتمتع بقدر كبير من الاحترام أينما ذهب، وأصبح نوعا من السفير غير الرسمي للمجتمع الإيطالي في الولايات المتحدة.

## النشأة
ولد باسم دينو بول كروكتى في شتويبنفيل، بولاية أوهايو لآباء مهاجرين إيطاليين، غايتانو وأنجيلا (كروكتى بارا)، كان والده مهاجر من ابروزو، بإيطاليا، وكانت والدته إيطالية أمريكية من أصل نابولي وآخر من صقلية. كان مارتن اصغر الأبناء سنا. كان له أخ واحد وهو بيل. تحدث مارتن الإيطالية فقط حتى بدأ المدرسة في سن الخامسة. درس بالمدرسة الابتدائية في شتوبنفيل بأوهايو ولعب الطبول كهواية عندما كان مراهقا. كان هدفا لكثير من السخرية بسبب الإنجليزية الركيكة، وفي نهاية المطاف ترك المدرسة الثانوية في الصف العشر لانه كان يعتقد انه أذكى من أساتذته. كان يقوم بتوصيل زجاجات الخمور، وشغل منصب مدير مائدة للقمار قي حانة، وكتب حكايات ضاحكة، وكان يدير ألعب الورق، وعمل في مصنع لصهر الحديد وملاكم في وزن الوسط. في سن ال 15، كان الملاكم الذي وصف نفسه بأنه "صبى الكروشيه". السنوات التي قضاها كملاكم أكسبته كسر في أنفه (تم تصليحها في وقت لاحق)، وانقسام الشفة بشكل دائم، والعديد من المفاصل مكسورة باليد (نتيجة لعدم القدرة على تحمل تكلفة الشريط المستخدم للف حول ايدى الملاكمين). خسر 11 من اصل 12 مباراة. لبعض الوقت، يقال انه سكن مع سوني الملك، الذي، مثل مارتن، كان ما زال يبدأ في الأعمال الفنية وكان لديه القليل من المال. يقال ان مارتن والملك كانوا يقومون بتنظيم بمباريات بدون قفازات في شقتهما، ويقاتلون حتى يسقط أحدهم وكانت الناس تدفع لمشاهدتهم. في نهاية المطاف، تخلى مارتن عن الملاكمة. كان يعمل مدير مائدة القمار الروليت في كازينو غير مشروع وفي دكان التبغ، حيث كان قد بدأ هناك كصبي مخزن. في الوقت نفسه، كان يغنى مع الفرق المحلية. كان يطلق على نفسه اسم "دينو مارتيني" (مثل اسم مغنى الاوبرا الشهير متروبوليتان التينور، نينو مارتيني)، وحصل على العمل الأول في أوركسترا إرني مكاي. كان يغنى بأسلوب الدندنة تأثرا بهاري ميلز (للاخوان ميلز)، من بين آخرين. في أوائل الأربعينات بدأ الغناء كمغنى أساسي مع سامي واتكينز، الذي اقترح أن يغير اسمه إلى دين مارتن.
في أكتوبر عام 1941، تزوج اليزابيث آن مارتن ماكدونالد. أثناء زواجهما (انتهى بالطلاق في 1949)، انجبوا أربعة أطفال. كتب نيك توشيش في السيرة الذاتية لعام 1992، دينو : العيش بترف في الأعمال القذرة للأحلام أن سبب طلاقهما كان الإيذاء الجسدي المستمر من مارتن لزوجته. عمل مارتن في فرق مختلفة طوال فترة الأربعينات، ومعظمها كانت على أساس مظهرة وشخصيته حتى اثبت انه يستطيع الغناء. تخبط مارتن في ريوبامبا عندما خلف فرانك سيناترا هناك في عام 1943، ولكنه كان بمثابة إعداد لعرضه المقبل.
باع مارتن مرارا 10 في المئة من حصتة في الأرباح مقابل نقد فورى. يبدو أنه فعل ذلك في كثير من الأحيان حتى انه وجد انه باع أكثر من 100 في المئة من دخله. كان سحره يجعل معظم المقرضين يغفرون له ديونه ويظلون أصدقاء.
تم تجنيده في جيش الولايات المتحدة في عام 1944 خلال الحرب العالمية الثانية، وخدم مارتن خلال تلك السنة مع المتمركزين في أكرون، أوهايو. ثم تم تصنيفه على 4 - فاء (ربما بسبب فتق مزدوج؛ جيري لويس أشار إلى جراحة مارتن في سيرته الذاتية) وسرح من الخدمة.
بحلول عام 1946، كان مارتن بحالة جيدة نسبيا، ولكن كان لا يزال لا يزيد قليلا عن مغنى على الساحل الشرقي في ملهى ليلي عام، مماثل لحالة بنج كروسبي. كان يلفت انتباه جماهير الأندية، ولكنه لم يكن يلهم أيا من المتعصبين لشعبيته مثلما كان سيناترا يفعل آنذاك.

## الاتصالات المافيا
السيرة الذاتية عن مارتن بعنوان دين مارتن: ملك الطريق بقلم مايكل فريدلند تدعي أنه كان لديه صلات مع المافيا في بداية مسيرته. زعم أن مارتن منح مساعدة في مسيرته الغنائية من قبل القيمين على الغوغاء الذين يمتلكون الصالونات في شيكاغو، إلينوي. في المقابل، كان يقوم بالأداء في وقت لاحق لهؤلاء الأشخاص بعندما أصبح نجما. زعماء المافيا كانوا توني أكاردو وسام جيانكانا. ويقترح المؤلف أن مارتن شعر بالكثير من التعاطف مع المافيا، ولم يقدم لهم سوى خدمات صغيرة فقط لولم يكن الأمر غير مريح بالنسبة له. ورد أن {0)مكتب{/0} التحقيقات الفدرالي كان يتصنت في مرة على محادثات لأحد قادة المافيا والتقطت شيئا حول خطط لإيذاء أو حتى قتل مارتن بسبب عدم إظهاره الامتنان لهم. في كتاب آخر، الحيوان في هوليوود بقلم جون سميث، يصور صداقة دين مارتن الطويلة مع عصابات المافيا وأمثال جوني روسيلي وانطوني فياتو. ويقترح المؤلف أن انتوني فياتو (لقبه «الحيوان») قدم لدين مارتن خدمات عديدة، مثل إرجاع أموال من اثنين من النصابين الذين خدعوا بيتي مارتن، زوجته دين السابقة، من بين الآلاف من الدولارات من نفقتها.

## العمل مع جيري لويس
المادة الرئيسية : مارتن ولويس

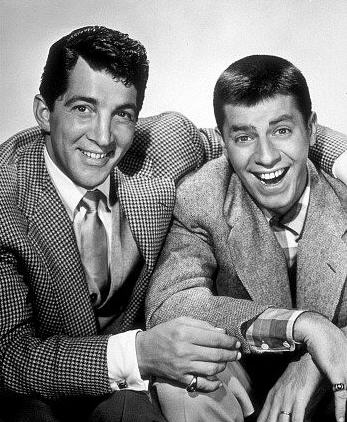
صورة دعائية للاستوديو لجيري لويس ودين مارتن.

جذب مارتن انتباه مترو غولدوين ماير، وكولومبيا بيكتشرز، ولكن لم يكن عقد هوليوود وشيكا. يبدو أنه كان محكوم عليه بأن يظل في دائرة الملاهى الليلية حتى التقى بممثل هزلي يدعى جيري لويس في نادي جلاس هات في نيويورك، حيث كان كلاهما يؤدون فقرات هناك. أقام لويس ومارتن علاقة صداقة سريعة مما أدى إلى مشاركتهم في أعمال مع بعضهم البعض وتشكيل فريق الكوميديا الموسيقية النهائي. عدد كبير من الناس كان يطلق عليهم «مطحنة الأعضاء والقرد».
وقع مارتن ولويس معا لاول مرة رسميا في اتلانتيك سيتي نادي500 في 24 يوليو، عام 1946، ولكنهم لم يتم تقبلهم جيدا. المالك، نحيل داماتو، حذرهم من أنهم إذا لم يتوصلوا إلى فقرة أفضل للجزء الثاني من الحفل من تلك الليلة، أنه سيقوم بطردهم. بينما كانا يقفان في زقاق وراء النادي، وافق لويس ومارتن على «الذهاب للكسر»، وهو رمى كل ما تم كتابته من قبل والارتجال. غنى دين وخرج جيري يرتدي زي نادل، وقام بإسقاط اللوحات، وقام بتدمير مشهد غناء مارتن أثناء الأداء حتى طرد لويس من الغرفة ورماه مارتن بلفائف الخبز. لقد قاموا بتلك الكوميديا التهريجية، ولم يستخدموا النكات مثل الاستعراض المسرحي القديم، وكانوا بقومون بكل ما يخطر في رؤوسهم في هذه اللحظة. هذه المرة، لم يستطيع الجمهور تمالك أنفسهم من كثرة الضحك. هذا النجاح أدى إلى سلسلة من التعاقدات جيدة الاجر على الساحل الشرقي، وبلغت ذروتها في فرصتهم المظفرة في نيويورك في كوباكابانا. أصحاب الملاهى كانت تعصف بهم المشاهد من الضحك، والتي تتألف أساسا من مقاطعة لويس لمارتن بينما يحاول الغناء، وفي النهاية يطارد الاثنين بعضهما البعض حول المسرح، بأكثر قدر ممكن من المرح. والسر، كما قالوا، كان يكم في أنهم يتجاهلون الجمهور، ويمثلون كل واحد للآخر.
بدأت سلسلة الإذاعة في عام 1949، وهو نفس العام وقعلويس مارتن وشركة باراماونت عقدا مع المنتج هال واليس للفيلم الكوميدي صديقتي إرما.
أحب مارتن كاليفورنيا، حيث كان بها القليل من البنايات الشاهقة بسبب الزلازل. بسبب معاناته من رهاب الاحتجاز، لم يستخدم مارتن المصاعد والسلالم تقريبا وتسلق ناطحات السحاب في مانهاتن والتي لم تكن فكرته عن المرح.
فاوضت وكيلتهم، آبي جريشلر، واحدة من أفضل الصفقات في هوليوود: على الرغم من أنها لم تتلق سوى مبلغ متواضع قدره 75,000 دولار بينهما لأفلامهم مع واليس، وكانت لدى مارتن ولويس الحرية لعمل فيلم واحد خارجي في السنة، والذي كانوا يقومون بإنتاجة مشاركتا من خلال أرباحهم من أعمالهم في نيويورك. كما أنهم كانت لهم السيطرة الكاملة على ظهورهم في النوادى والتسجيلات والراديو والتلفزيون، لذلك بسبب تلك الجهود حصلوا على الملايين من الدولارات.
بالرغم من أنه سبقهم ثنائيات ناجحة من قبل في مجال الأفلام إلا أن هوليوود لم تر شيئا مثل مارتن ولويس من قبل. المرح الذي كانوا يتشاركون فيه جعلهم مختلفين عن كل شيء آخر في ذلك الوقت. كان كلاهما من الفنانين الموهوبين، ولكن حقيقة أنهم كانوا أصدقاء حميمين خلال العرض وخارجة رفعهم إلى مستوى جديد.
وكان مارتن ولويس من أكثر العروض سخونة في أميركا خلال الخمسينات، ولكن وتيرة الضغط كان لها أثرها. قلل معظم النقاد من مساهمة دين للفريق، لأنه اسندي له مهمة الرجل مستقيم، وغناءه لم يكن قد وصل إلى المرحلة المتمكنه بعد من تطوير أسلوب فريد من نوعه كما حدث في السنوات الأخيرة من حياته. اشاد النقاد بلويس، بينما اعترفوا بأن مارتن كان أفضل شريك يمكن ان يكون، فإن معظم الانتقادات كانت تشير إلى أن لويس كانت موهبتة حقيقية، وكان بإمكانه أن ينجح مع أي شخص. ومع ذلك، أشاد لويس دائما بشريكة، وبينما أعرب عن تقديره للاهتمام كان يحصل عليه، وقال دائما ان هذا العمل لن ينجح بدون دين مارتن. في دين وأنا يسمي مارتن واحدا من عباقرة الكوميديا العظماء على الإطلاق. لكن التعليقات لاذعة من قبل النقاد، وكذلك الإحباط من تشابه صيغ لويس ومارتن في الأفلام، والتي رفض المنتج هال واليس بعناد تغييرها، أدى إلى استياء مارتن. كان يشارك بحماسة أقل في العمل، مما أدى إلى تصاعد الجدل مع لويس. في النهاية لم يمكنهم العمل معا، وخصوصا بعد أن قال مارتن لشريكه انه «لا شيء بالنسبة لي سوى علامة دولار». انفصل الثنائى في عام 1956، 10 أعوام من اليوم الأول لعملهم كفريق.
تقسيم هذه الشراكة لم تكن سهلة. استغرق الأمر شهورا من المحامين للعمل على وضع التفاصيل لإنهاء الكثير من الحجوزات للنادي وعقودهم مع التلفزيون، وحل شركة الإنتاج يورك. كان هناك ضغط شديد من الجمهور حتى يظلوا معا.
لويس لم يجد صعوبة في الحفاظ على شعبيته في الأفلام وحده، ولكن مارتن كان ينظر له بظلم على انه ممثل احتياطى من قبل الكثير من الجمهور وصناعة السينما، ووجد صعوبة في الاستمرار. أول فيلم له منفردا، عشرة آلاف غرفة، فشل في شباك التذاكر. كان لا يزال يحظى بشعبية كمغني، ولكن مع ارتفاع شهرة موسيقى الروك آند رول، بدأت حقبة المغني البوب في التراجع. بدا انه كان مصير مارتن من المقرر أن يقتصر على الملاهي الليلية وأن يتم تذكره كالشريك السابق لجيري لويس.
تم عرض فيلم سي بي اس «، مارتن ولويس»، وهو مصنوع خصيصا للتلفزيون حول الثنائي الكوميدي الشهير، تألق نورثان جيريمي في دور مارتن، وشون هايز في دور لويس. انها قامت بعرض السنوات 1946-1956.

## السولو الوظيفي
لم يكن مرتاحا كليا في الأفلام، ومارتن كان يريد أن يعرف كممثل حقيقي. بالرغم من أنه تم عرض جزء صغير من راتبه السابق ليشارك في دراما عن الحرب في فيلم يونغ ليونز  (1957)، وافق على ذلك حتى يتمكن من أن يتعلم من مارلون براندو ومونتغمري كليفت. توني راندل كان قد تم بالفعل التحدث معه، ولكن وكالة الموهب أدركت أن مع هذا الفيلم، يمكن أن يصبح مارتن كنزا ثلاثيا: سيتمكنوا من جني المال من خلال عمله في النوادي الليلية، والأفلام، والتسجلات. مارتن محل محل راندال في واحد من أفضل الأدوار الدرامية خلال العقد والفيلم اتضح أن يكون بداية لعودة مارتن المذهلة. استمر النجاح مع مارتن في دور البطولة إلى جانب فرانك سيناترا للمرة الأولى في الدراما لفينسنتي مينيللي، وجاء البعض يجري. بحلول منتصف الستينات، كان مارتن قد وصل إلى أعلى مستوى في الأفلام، والتسجيلات، ونجموم الملاهى اليلية، في حين بدأ نجم لويس السينمائي في الانخفاض. أداء مارتن كان مشهود له في دور «دود» في ريو برافو (1959)، من إخراج هوارد هوكس، وأيضا من بطولة جون واين والمغني ريكي نيلسون. ومرة أخرى تعاون مع واين في أبناء كاتي الدر (1965)، في دور إلى حد ما غير مقنع كأخوة.
لعب مارتن دور التباين الساخر عن نفسه حول معاشرة النساء في الشخصية المغنية فيغاس «دينو» في بيلي ويلدر كوميديا للكبار قبيلني، يا غبي (1964) مع كيم نوفاك، ولم ينته من السخرية عن نفسه وصورته في أفلام مثل مات هلم سخريات التجسس في الستينيات، الذي شارك في إنتاجة.
كمغني، كرر مارتن نمط هاري ميلز (للاخوان ميلز) بنج كروسبي وبيري كومو حتى طور أسلوبه الخاص وتمكن من أن يثبت وجوده في دويت مع سيناترا وكروسبي. مثل سيناترا، لم يكن يستطيع قراءة الموسيقى، لكنه سجل أكثر من 100 البوم و600 أغنية. من أشهر أغانيه "الكل يحب شخص ما"، هزمت أغنية البيتلز "ليلة يوم من العمل الشاق " وخرجت في المركز رقم واحد في الولايات المتحدة في عام 1964. وأعقب هذا، «إن الباب ما زال مفتوحا لقلبي»، الذي وصل إلى رقم ستة في وقت لاحق من ذلك العام. وقيل إن الفيس بريسلي تأثر بمارتن، وقلد هذا نمط في "حبنى بحنيه". تأثر مارتن، مثل الفيس، بموسيقى الكنترى. بحلول عام 1965، بعض البومات مارتن، مثل دين «تكس» مارتن، وأشهر أصوات دين مارتن، مرحبا بكم في العالم وجنتل في رأيي كان يتم تألفها أشهر المؤلفين في البلاد للأغاني الغربية لفنانين مثل جوني كاش، ميرل هاغارد، وباك أوينز. استضاف مارتن فناني الأداء الكنترى برنامجه التليفزيوني، وكان اسمه «رجل العام» من قبل جمعية موسيقى الريف في عام 1966. «أليست هذه ضربة في الرأس»، هي أغنية لمارتن قام بأداؤها اوشن اليفن والتي لم تحقق نجاحا كبيرا في ذلك الوقت، وقد استمتعت بانتعاش مذهل في وسائل الإعلام والثقافة الشعبية (والتي يمكن أن تعزى إلى استخدامها في عام 1993 حكاية برونكس).
على مدى ثلاثة عقود، أعمال مارتن كانت من بين الأعمال الأكثر شعبية في لاس فيغاس. غنى مارتن وكان واحدا من أكثر الرسوم الهزلية سلاسة في الأعمال التجارية، واستفاد من العشر سنوات من الكوميديا الصاخبة مع لويس. ابنة مارتن، غيل، غنت في لاس فيجاس وعلى برنامجه التلفزيوني الذي يشارك في استضافة سلسلة أعماله وقدمت معه في حلقات الصيف على ان بي سي. بالرغم من انه كان ينظر له كثيرا باعتباره رجل مولع بالنساء، أمضى مارتن الكثير من الوقت مع عائلته، وقالت زوجته الثانية جين، قبل الطلاق، «كان قي البيت كل ليلة لتناول العشاء.»

## حزمة الجرذان
نما السولو الوظيفي لمارتن، وأصبح هو وفرانك سيناترا من الأصدقاء المقربين. في أواخر الخمسينيات وقي الستينيات في وقت مبكر، قام مارتن وسيناترا، جنبا إلى جنب مع الأصدقاء جوي بيشوب، بيتر لوفورد، وسامي ديفيس جونيور بتشكيل الأسطورة حزمة الجرذان، كما تم تسميتهم من قبل الجمهور بعد مجموعة أخرى من الأصدقاء الاجتماعية في وقت سابق، هولومباى هيلز حزمة جرذان التي تركزت على همافري بوغارت ولورين باكال، وكان سيناترا عضوا بها.
مجموعة مارتن سيناترا ديفيس، لوفورد، بيشوب أشاروا إلى أنفسهم بأنهم «القمة» أو «العشيرة» ولكن لم يقولوا ابدا «حزمة الجرذان»، على الرغم من هذه ظلت هويتهم في الثقافة الشعبية. مثل الرجال أفلاما معا، وشكلوا جزءا هاما من المشهد الاجتماعي في هوليوود في تلك السنوات، وكانت مؤثرة سياسيا (من خلال زواج لوفورد لباتريشيا كينيدي، شقيقة الرئيس جون كنيدي).
حزمة الجرذان كانت أسطورية لأدائهم فيلاس فيغاس، التي لم تكن كانت تقريبا أبدا معلنه. على سبيل المثال، قد تقرأ في مدخل فندق ساندز دين مارتن --- --- ربما فرانك ربما سامي. وكانت غرف لاس فيغاس تباع بأسعار أعلى من أسعارها عند حضور حزمة الجرذان، مع العديد من الزوار النائمين في ردهات الفنادق أو السيارات للحصول على فرصة لرؤية الرجال الثلاثة معا. العرض كان (دائما في حلة) يتألف من الغناء والفقرات الفردية، الثنائية وثلاثية، جنبا إلى جنب مع الكثير من الكوميديا التهريجية التي تبدو ارتجالية وكالثرثرة. في الستينات التي كانت مشحونة اجتماعيا، كانت النكات تدور حول مواضيع خاصة بالراشدين، مثل معاشرة سيناترا للنساء وشرب مارتن الأسطوري للخمور، فضلا عن العديد من النكات على حساب ديفيس حول العنصرية والدين. ديفيس كان مشهورا بممارسة اليهودية واستخدام عبارات اليديشية على خشبة المسرح، واستخلص الكثير من المرح من زملائة وجمهوره. [بحاجة لمصدر] كانت كلها ذات محيا للروابط الذكورية، ولم تكن ابدا خبيثة، ونادرا ما كانت بذيئة اللسان، [بحاجة لمصدر] وكان الثلاثة يكنون احتراما كبيرا لبعضهما البعض. حزمة الجرذان كانت مسؤولة إلى حد كبير عن تحقيق التكامل في لاس فيغاس. سيناترا ومارتن رفضا أن يظهر في أي مكان منع منه ديفيس، مما اضطر الكازينوهات إلى فتح أبوابها أمام الأفارقة-الأمريكية الرعاة والفنانين، والتخلي عن العهود التقييدية ضد اليهود. [بحاجة لمصدر]
بعد وفاتهم، شهدت حزمة الجرذان على احياء لشعبيتها، وألهمت جورج كلوني / براد بيت لثلاثية «اوشن». فيلم اتش بي او، «حزمة الجرذان» مع جو مانتيجنا في دور مارتن، وراي ليوتا في دور سيناترا ودون شيدل في دور ديفيز. صورت مساهمتهم حتى اغتيال جون كنيدي في انتخابات عام 1960.

## الستينيات والسبعينيات
في عام 1965، بدأ عمل مارتن في ان بي سي الكوميديا - سلسلة متنوعة الأسبوعية، برنامج دين مارتن، والذي استغل صورته العامة كسكير عاطل كسول. هناك اكتملت شخصيته المشهورة كمسترخي المغني نصف مخمورا يعاكس بشكل رقيق النساء الجميلات مع التصريحات التي من شأنها أن تتسبب في صفع أي شخص آخر، وجعل والتصريحات اللاذعة الحارة عن زملائه من المشاهير خلال زيارته الشهيرة للشواء ذكر خلال مقابلة، وهذا قد يكون سرى، انه طلب من شخص تسجيلها على شريط كاسيت حتى يتمكن من الاستماع إليها، وهذا ما يتضح من تصريحاته في هذا الشأن عن وثائقية تلفزيونية بريطانية 'النبيذ، الأغنية والمرأة 'الذي تم بثه في العام 1983.
البرنامج التلفزيوني حقق نجاحا باهرا. دين كان يزهو بنفسه حول قدرته على الحفظ عن ظهر قلب للنصية كله—وليس مجرد دوره الخاص. كان يكره التدريبات لأنه يعتقد اعتقادا راسخا أن أفضل العروض كانت الأولى. البرنامج اعتمد على الشكل الفضفاض السريع البديهة والذي يعتمد على الارتجال من دين والفريق. في بعض الأحيان، كان يقوم بتصريحات باللغة الإيطالية، وبعض الشتائم التي جلبت البريد الغاضبة من المتفرجين المتحدثين بلإيطالية الذين شعروا بالإهانة. هذا أدى إلى معركة بين مارتن والرقباء في أن بي سي، التي أصرت على مزيد من التدقيق في محتوى العرض. وظهر البرنامج في كثير من الأحيان في المراكز العشرة الأولى. مارتن، أعرب عن تقديره العميق للجهود التي بذلها المنتج، صديقه غريغ جاريسون، وفي وقت لاحق عقد صفقة بالمصافحة لإعطاء جاريسون، الذي كان منتج تلفزيوني رائدا في الخمسينيات، نسبة تملك تقدر ب 50 ٪ من العرض. ومع ذلك، فإن صحة هذا التملك هي حاليا موضوع الدعوى القضائية التي أقامتها ان بي سي يونيفرسال.
على الرغم من سمعة مارتن كشارب للخمور—سمعة دامت عبر لوحات الترخيص التي كتب عليها 'DRUNKY' -- كان ملحوظا بالانضباط الذاتي. كان في كثير من الأحيان أول من يتوقف عن السهر، وعندما لا يكون في جولة أو على موقع لتصوير فيلم كان يحب العودة إلى المنزل لرؤية زوجته وأطفاله. شيرلي ماكلين في سيرتها الذاتية أكدت أن مارتن كان يحتسي عصير التفاح (لا الخمور) أكثر من مرة على خشبة المسرح. انه استعار - الأسلوب الفكاهي المحبوب في حالة السكر من جو لويس، ولكن تصوير المخمور المقنع الثقيل في وجاءبعض يجري  مع هوارد هوكس في ريو برافو أدى إلى ادعاءات غير مثبتة حول إدمان الكحول. في أكثر الأحيان، فكرة مارتن حول قضاء وقت جيد كانت تدور حول لعب الغولف أو مشاهدة التلفزيون، لا سيما أفلام رعاه البقر—وليس البقاء مع الأصدقاء حزمة الجرذان فرانك سيناترا وسامي ديفيس جونيور لساعة مبكرة من صباح اليوم في السهر.
مارتن لعب دور البطولة وشارك في إنتاج سلسلة من المغامرات أربع أفلام لكوميديا الجاسوس مع مات هيلم والخامسة المدمرون، كان من المخطط لها بطولة شارون تيت ومارتن في دور مزدوج، واحد كقاتل خطير، ولكن نظرا لاغتيال تيت وتراجع هذا النوع من أفلام التجسس لم يصنع الفيلم إطلاقا.
بحلول أوائل السبعينيات، مارتن على ما يبدو أصابته لمسة ميداس، برنامج دين مارتن  كان لا يزال في أعلى المراتب، على الرغم من انه لم يعد الأعلى في البرامج ال40 الأشهر، إلا أن ألبوماته تابعت في البيع أيضا. اسمه على سرادق الفنادق كان يمكن أن يضمن حشدا كبيرا ويكون الحفل في الكازينوهات والملاهي الليلية والجمهور واقفا فقط. وجد وسيلة لجعل حبه للجولف مربحة من خلال تقديمة مجموعة إنتاج لكرات الغولف من توقيعة الخاص. الاستثمارات الفطنة من قبله زادت كثيرا من ثروة مارتن الشخصية، وقت وفاته، أفيد أن مارتن كان يعد واحد من أكبر المساهمين في الأسهم RCA. تمكن مارتن حتى من علاج نفسه من رهاب الاماكن المغلقة حيث ورد أنه حبس نفسه في مصعد في بناية طويلة وركب صعودا وهبوطا لساعات طويلة حتى لم يعد يشعر بالذعر.
على الرغم من النجاح الذي حققه مارتن تراجعت الأعمال التجارية في أوائل السبعينيات. الموسم النهائي (1973-74) للبرنامج تبين أنه يحتوى على مجموعة متنوعة من المشاهير، والتي تتطلب قدرا أقل من مشاركة مارتن. بعد إلغاء البرنامج، واصلت ان بي سي عرض برنامج دين مارتن المشاهير على الشواء في شكل سلسلة من العروض الخاصة من خلال التلفزيون في عام 1984. في تلك السنوات الإحدى عشر، نجح دين وفريق من الزملاء من السخرية من النجوم مثل الأسطورة بوب هوب، وجيمي ستيوارت، وجاك بيني، لوسيل بول ورونالد ريغان، على سبيل المثال لا الحصر. لمده ما يقرب من عقد من الزمان، سجل دين ما لا يقل عن أربعة ألبومات في السنة لتسجيلات ربريس. توقف هذا في نوفمبر تشرين الثاني عام 1974، عندما سجل مارتن البومه النهائي مع ربريس -- من حين إلى حين،  الذي صدر في عام 1978. آخر تسجيل كان مع وارنر براذرز للتسجيلات. ألبوما بعنوان جلسات ناشفيل أفرج عنه في عام 1983، الذي كان قد اشتهر مع «(وأعتقد أن أنا كتبت) الأغنية الأولى الكنترى»، والتي تم تسجيلها مع كونواي تويتي وحققت نتائج محترمة في البلد وعلى القوائم. تم اعادتها «لوس انجليس هي بيتي / شرب الشمبانيا» وجاءت في عام 1985. الفيلم السيد ريكو 1975 في كان علامة لنهاية مارتن في دور البطولة وحدد مارتن بعدها عروضة على أداء العروض الحية في لاس فيغاس واتلانتيك سيتي.
مارتن بدا يعاني من أزمة منتصف العمر. في عام 1972، أقام دعوى طلاق من زوجته الثانية، جين. وبعد ذلك بأسبوع، تم حل شراكتة مع ريفييرا وسط تقارير للكازينو برفضهم الموافقة على طلب مارتن للعرض مرة واحدة فقط في الليلة. سرعان ما اتفق معه فندق وكازينو ام جي ام غراند، ووقع عقدا ثلاثى مع ام جي ام ستوديوز. بعد أقل من شهر بعد انتهاء زواجه الثاني، تزوج مارتن من كاترين هاون البالغة 26 عاما في 25 أبريل، 1973. هون كانت عاملة استقبال أنيقة في صالون للشعر في بيفرلي هيلز. تطلقا بعدها في 10 نوفمبر 1976. كما أنه خطب لفترة وجيزة لغيل رينشو، ملكة جمال الولايات المتحدة للعالم عام 1969.
في نهاية المطاف، تصالح مارتن مع جان، على الرغم من أنهم لم يتزوجا ثانيا. كما أدلى بمصالحة عامة مع جيري لويس في عيد العمال الضمور العضلي لرابطة تيليثون في عام 1976. فرانك سيناترا صدم العالم ولويس بخروج مارتن على خشبة المسرح. احتضن لويس مارتن وانفجر الحضور في الهتاف والتصفيق وانهالت المكالمات على الهاتف، مما أدى إلى واحد من أكثر الحفلات الخيرية الأكثر ربحية لسنوات. لويس علق عن هذا الحدث بأنه واحد من أهم ثلاثة أحداث لا تنسى من حياته. لويس أضحك الجميع عندما قال مازحا : «إذن، أنت تعمل؟» مارتن، مثل دور المخمور، وأجاب انه «في Meggum»—وهذه إشارة إلى ام جي ام غراند هوتيل مما أضحك لويس. هذا، مع وفاة نجل دين مارتن بول مارتن بعد سنوات قليلة، ساعد على تقريب الرجلين معا. لقد حافظا على علاقة الصداقة الهادئة ولكن قاموا بالأداء مرة أخرى فقط، في عام 1989، يوم عيد ميلاد دين ال72.

## السنوات اللاحقة
في 1 ديسمبر 1983 حين كان يلعب القمار في كازينو الكتلة الذهبية في اتلانتيك سيتي، تحدى مارتن وسيناترا الموزع وعدد من الموظفين بكسر قوانين ولاية نيو جيرسي من خلال جعل الموزع يتاجر البطاقات باليد بدلا من الأحذية، كما هو مطلوب بموجب القانون. وعلى الرغم من أن سيناترا ومارتن كانوا متورطين في قضية انتهاك القانون، لم يتم تغريم أى منهم من قبل لجنة نيو جيرسي لمراقبة الكازينوهات. الكتلة الذهبية، من جهة أخرى، تلقى غرامة 25,000 دولار وتم فصل أربعة موظفين بما في ذلك الموزع، والمشرف ومدرب الحفرةمن وظائفهم من دون أجر. يقال أن سيناترا ومارتن التقطا فاتورة التبويب للموظفين وقاما بالدفع. [بحاجة لمصدر]
عاد مارتن إلى الأفلام لفترة وجيزة مع ظهوره المحاط بانتقادات بالغة في أفلام كانونبال رون، كما أنه نجح نجاح بسيط مع اغنيه "منذ قابلتك يا حبيبى" وقام باول فيديو موسيقى والذي ظهر على ام تي قي. شريط الفيديو تم بواسطة مارتن الابن الأصغر، ريتشي.
في 8 ديسمبر، 1989، حضر مارتن حفل سامي ديفيس جونيور الذكرى السنوية الستين الخاصة.

## الهبوط
في 21 مارس، 1987، قتل نجل دين مارتن بول (المعروف سابقا بدينو في الستينيات فريق الروك دينو، ديسى& بيلي) عندما سقطت طائرته من طراز اف 4 فانتوم الثانية (طائرة مقاتلة تحطمت بينما كانت تحلق في الهواء مع حرس كاليفورنيا الوطني. انتهت جولة ديفيس وسيناترا في عام 1988 التي تم الترويج لها بكثافة. في مرحلة ما، اثار غضب سيناترا عندما التفت إليه، وتمتم «فرانك، ما الذي نفعله هنا بحق الجحيم؟» مارتن، الذي كان يستجيب دائما بشكل أفضل لجمهور النوادي، شعر بالضياع في الإستاد الكبير الذي كانوا يؤدون فيه (تحت إصرار سيناترا)، ولم يكن مهتما بالشرب حتى الساعات الأولى من النهار بعد أدائهم. آخر عرض له كان في فيغاس في فندق بالي عام 1989. هناك حدث اللقاء الشهير النهائي مع جيري لويس للاحتفال بعيد ميلاده ال72. آخر ظهور لمارتن كان في كانون الأول / ديسمبر 1990، عندما هنأ فرانك سيناترا في عيد ميلاده ال 75.
بالإضافة إلى عدم تعافيه تماما من فقدان ابنه، كان مارتن يعاني من انتفاخ الرئة. ولكنه احتفظ بحياتة الخاصة لنفسه، وظهر لفترة وجيزة للاحتفال بعيد ميلاده ال77 مع العائلة والأصدقاء.
في أيلول / سبتمبر 1993، تم تشخيص مارتن بمرض سرطان الرئة. كان قد قيل له انه يحتاج إلى عملية جراحية في الكلى والكبد لإطالة حياته، لكنه رفض. كان من المعروف على نطاق واسع، وإن لم يتأكد، أن مارتن كان قد تم تشخيصه بمرض الزهايمر في العام 1991. [بحاجة لمصدر]
في سنواته الأخيرة كانت زوجته السابقة جين (بيجر) مارتن إلى جانبه، التي كان قد طلقها في سنوات سابقة.
توفي مارتن نتيجة فشل في الجهاز التنفسي حاد في منزله صباح يوم عيد الميلاد عام 1995، عن عمر يناهز ال 78. تم تخفيض اضواء لاس فيغاس على شرفه.

## تحية
في عام 2005، أعيد تسميته طريق صناعي في لاس فيغاس باسم طريق دين مارتن. وتم تسمية نفس الاسم لشارع في عام 2008 في رانشو ميراج بولاية كاليفورنيا.
تم تقديم السجل الذهبي في عام 2004 لعائلة مارتن لدينو : أساسيات دين مارتن، كان الألبوم الأسرع مبيعا على الإطلاق، وهو أيضا حقق المرتبة الأعلى فياي تيونز لأعلى 10. في الأسبوع المنتهي من كانون الأول 23، 2006، حققت أغنية دين مارتن ومارتينا مأكبرايد من دويتو "بيبي، إن الجو بارد بالخارج " المرتبة 7 في آر أند آر سي. كما أنها وصلت إلى المرتبة 36 على قوائم ر&ر لموسيقى الريف—المرة الأخيرة التي استطاع فيها مارتن تحقيق مرتبة مماثلة كان في عام 1965، مع أغنية "أنا سوف"، والتي بلغت المرتبة رقم 10 على قوائم البوب.
ألبوم الثنائيات، للأبد r،g، أفرج عنه من قبل كابيتول / إمي في عام 2007. وتقدم صوت مارتن مع كيفين سبيسي، شيلبي لين وجوس ستون وبيج باد فودو دادى وروبي ويليامز، مأكبرايد والمزيد.
تم تخليد بصماته في مسرح غرومان الصيني في عام 1964. مارتن لا يمتلك نجمة واحدة فقط على ممشى المشاهير في هوليوود بل ثلاث : واحدة في 6519 جادة هوليوود. (للأفلام)، واحدة في 1817 فاين (للتسجيلات) وواحدة في هوليوود بوليفارد 6651 (التلفزيون).
في شباط / فبراير 2009، تم تكريم مارتن بعد وفاته بجائزة جرامي لإنجاز العمر. اربعة من أولاده الباقين على قيد الحياة، غيل، دينا، ريتشي وجينا، حضروا استعداد للقبول نيابة عنه.

## الحياة الشخصية
تزوج مارتن ثلاث مرات. زوجته مارتن الأولى، بيتي ماكدونالد، حاولت بجميع الطرق أن تكون الزوجة الصالحة والأم لأطفالها الأربعة، ولكن ما بذلته من جهود فشل في نهاية المطاف بسبب عدم قدرتها على التراجع عن إدمان الكحول. لا يزال الأمر يثير التكهنات عما إذا كانت الكحول هي التي أدت إلى فشل الزواج، أو ما إذا كانت خيانات دين هي التي أدت إلى إدمان بيتي للكحول. بعد طلاقهما، حاز مارتن على حضانة أطفالهن ؛ بيتي عاشت حياتها في هدوء وغموض في سان فرانسيسكو. في فيلم سي بي اس لويس ومارتن  عام 2002 مثلت دورها باولا كال. الأطفال كانوا ستيفن كريغ (ولد في 29 يونيو 1942)، كلوديا دين (مارس 16، 1944—2001 من سرطان الثدي)، وباربرا غيل (ولدت في 11 أبريل 1945) وبيانا (دينا) (ولدت في 19 أغسطس 1948).
زوجة مارتن الثانية هي جين بيجر. مذهل شقراء، يمكن أحيانا رصد جين في جمهور مارتن بينما كان لا يزال متزوجا من بيتي. استمر زواجهما أربعة وعشرين عاما (1949-1973) وأنتجت ثلاثة أطفال. مثلت دورها كيت ليفيرينج في مارتن ولويس. الأطفال كانوا دين بول (17 نوفمبر 1951—21 مارس 1987 في تحطم طائرة)، جيمس ريتشي (ولد في 20 سبتمبر 1953) وجينا كارولين (ولدت في 20 ديسمبر 1956).
زواج مارتن الثالث، لكاترين هاون، استمر ثلاث سنوات. واحدة من مديري دين رصدت جمال الشبات الذين يعملون في صالون التباهي في روديو درايف، ثم رتبت لقاء. تبنى مارتن ابنة هاون، ساشا، ولكن زواجهما فشل أيضا. دين بدأ بإجراءات الطلاق.
عم دين مارتن كان ليونارد البر، الذي ظهر في العديد من عروضه.

## الثقافة الشعبية
- تم تصوير مارتن من قبل جو مانتجنا في فيلم عن سيناترا ومارتن بعنوان حزمة الجرذان. مانتجنا رشح لكلا على جائزة إيمي وجائزة غولدن غلوب لهذا الدور.
- في فيلم حكاية برونكس أغنية دين مارتن، «أليست ركلة في الرأس؟»، كانت واردة خلال المشهد عندما كان سى يلعب النرد.
- الممثل البريطاني جيريمي نورثام صور الفنان في الفيلم الذي انتج خصيصا للتلفزيون يسمى، مارتن ولويس، جنبا إلى جنب مع شون هايز الممثل من ويل آند جريس الذي لعب دور جيري لويس.
- داني غانس لعب دور مارتن في مسلسل، سيناترا.
- في الأسبوع المنتهي من كانون الأول 23، 2006، حققت أغنية دين مارتن ومارتينا مأكبرايد من دويتو "بيبي، إن الجو بارد بالخارج " المرتبة 7 في آر أند آر سي. كما أنها وصلت إلى المرتبة 36 على قوائم ر&ر لموسيقى الريف—المرة الأخيرة التي استطاع فيها مارتن تحقيق مرتبة مماثلة كان في عام 1965، مع أغنية {0}«أنا سوف»{/0}، والتي بلغت المرتبة رقم 10 على قوائم البوب.
- اعلان بدويايزر التلفزيوني التجاري الذي ظهر لاول مرة خلال سوبر الحادي والاربعون لمارتن يغنى «أليست ركلة في الرأس؟».
- في مقطورة لعام 2009 للعبة فيديو العراب الثاني، تظهر أغنية مارتن "أليست ركلة في الرأس؟" في جميع أنحاء المقطورة التي تبين أسلوب العصابات في الخمسينيات.
- ألبوم تجميعى سمى، أموري

!   ظهرت أول مرة في رقم واحد على لوحة مجلة أعلى ألبومات البوب مبيعا على القوائم في 21 فبراير 2009.
- مارتن مذكور في حلقة سمبسنز قيامة البقر

بارت : دين مارتن سوف يظهر في اللحظة الأخيرة ويقوم بكل هذا في لقطة واحدة فقط؟
هوميروس : هذا صحيح
بارت : ولكن ويكيبيديا قالت انه كان «متحمس للبروفات».
هوميروس : لا تقلق حول ويكيبيديا. سنقوم بتغيير ذلك عندما نصل إلى المنزل. سنقوم بتغيير الكثير من الامور.
- في حلقة متر ماد من أمريكا داد، تظهر أغنية مارتن أليست ضربة في الرأس؟ خلال عملية المونتاج التي يظهر فيها ستان وفرانسين وهم يدمرون قطع الأثاث التي اشترت بأموال تم الحصول عليها بطريقة غير مشروعة.

## قائمة أفلامه
الميزات :
| السنة                | فيلم                                          | دور                                | ملحوظة                                                      |
| -------------------- | --------------------------------------------- | ---------------------------------- | ----------------------------------------------------------- |
| 1946                 | فيلم فودفيل: الفن موني والأوركسترا            |                                    | القصيرة                                                     |
| 1949                 | صديقتي إيرما                                  | ستيف يرد                           |                                                             |
| 1950                 | صديقتي إيرما تذهب للغرب                       | ستيف يرد                           |                                                             |
| 1950                 | في حالة حرب مع الجيش                          | الرقيب الأول. فيك بوشيللى          |                                                             |
| 1950                 | لقطات الشاشة : الذكرى السنوية الثلاثون الخاصة |                                    | القصيرة                                                     |
| 1951                 | هذا هو ابني                                   | بيل بيكر                           |                                                             |
| 1952                 | احذروا سيلور                                  | آل كروثرز                          |                                                             |
| 1952                 | جاك القافز                                    | شركة شيك ألين                      |                                                             |
| 1952                 | الطريق إلى بالي                               | رجل في أحلام لالا                  | النقش (نكروديتيد)                                           |
| 1952                 | مستضعف                                        | بيل ميلر                           |                                                             |
| 1953                 | يشعرون بخوف عارم                              | لاري تود                           |                                                             |
| 1953                 | السائق                                        | جو أنتوني                          |                                                             |
| 1953                 | المال من المنزل                               | هيرمان 'العسل يتكلم' نيلسون        |                                                             |
| 1954                 | المعيشة المترفة                               | د. ستيف هاريس                      |                                                             |
| 1954                 | السيرك الثلاث حلقات                           | بيتر 'بيت' نيلسون                  |                                                             |
| 1955                 | أنت لست صغير أبدا                             | بوب مايلز                          |                                                             |
| 1955                 | الفنانون وموديلات                             | تود ريك                            |                                                             |
| 1956                 | لقطات الشاشة : هوليوود، مدينة نجوم            |                                    | القصيرة                                                     |
| 1956                 | Pardners                                      | سليم موزلى الابن / الأب سليم موزلى |                                                             |
| 1956                 | هوليوود أو التمثال                            | ستيف وايلي                         |                                                             |
| 1957                 | عشرة آلاف غرفة                                | راي هنتر                           |                                                             |
| 1958                 | الليونز يونغ                                  | مايكل وايتايكر                     |                                                             |
| 1958                 | وجاء بعض الجري                                | باما ديلليرت (مقامر محترف)         |                                                             |
| 1959                 | ريو برافو                                     | المتأنق ('Borachón')               |                                                             |
| 1959                 | وظائف                                         | موريس 'موري' نوفاك                 |                                                             |
| 1960                 | من كانت تلك السيدة؟                           | مايكل هيني                         | رشح -- جائزة غولدن غلوب لأفضل فيلم -- فيلم موسيقي أو كوميدي |
| 1960                 | اجراس تدق                                     | جيفري موس                          |                                                             |
| 1960                 | اوشن اليفن                                    | سام هارمون                         |                                                             |
| 1960                 | بيبي                                          |                                    | النقش                                                       |
| 1961                 | الكل في ليلة عمل                              | توني رايدر                         |                                                             |
| 1961                 | أدا                                           | بو جيليس                           |                                                             |
|                      | شيء يجب تغويضة                                | نيكولاس 'نيك' أردن                 | (غير مكتمل)                                                 |
| الرقيب 3             | الرقيب. رقاقة صفقة                            |                                    |                                                             |
| الطريق إلى هونغ كونغ | و'العنب' على البلوتونيوم                      | النقش (نكروديتيد)                  |                                                             |
| من الذي يملك العمل؟  | ستيف فلود                                     |                                    |                                                             |
| 1963                 | 38-24-36                                      | الذاتي                             |                                                             |
| 1963                 | تعال أضرب على البوق                           | المتشرد                            | (نكروديتيد)                                                 |
| 1963                 | اللعب في العلية                               | جوليان Berniers                    |                                                             |
| 1963                 | 4 لتكساس                                      | جو جاريت                           |                                                             |
| 1963                 | من كان ينام في سريري؟                         | جايسون ستييل                       |                                                             |
| 1964                 | يا لها من طريقة للذهاب!                       | ليونارد 'يني' كراولي               |                                                             |
| 1964                 | روبن والقلنسوات 7                             | ليتل جون                           |                                                             |
| 1964                 | قبيلني، يا غبي                                | دينو                               |                                                             |
| 1965                 | وأبناء كاتي إلدر                              | توم إلدر                           |                                                             |
| 1965                 | الزواج على الصخور                             | إرني بروير                         |                                                             |
| 1966                 | كواتم الصوت                                   | مات هيلم                           |                                                             |
| 1966                 | تكساس عبر النهر                               | سام هوليس                          |                                                             |
| 1966                 | صف القتلة                                     | مات هيلم                           |                                                             |
|                      | ليلة صعبة قي جيريكو                           | اليكس فلود                         |                                                             |
| مجهولين              | مات هيلم                                      |                                    |                                                             |
| 1968                 | كيف تنقذ الزواج وتدمر حياتك                   | ديفيد سلوان                        |                                                             |
| 1968                 | باندوليرو!                                    | دي المطران                         |                                                             |
| 1968                 | روان ومارتن في السينما                        |                                    | القصيرة                                                     |
| 1968                 | 5 بطاقات                                      | فان مورغان                         |                                                             |
| 1969                 | طاقم تحطيم                                    | مات هيلم                           |                                                             |
| 1970                 | مطار                                          | النقيب فيرنون Demerest             |                                                             |
| 1971                 | شيء كبير                                      | جو بيكر                            |                                                             |
| 1973                 | المواجهة                                      | بيلي ماسي                          |                                                             |
| 1975                 | السيد ريكو                                    | جو ريكو                            |                                                             |
| 1981                 | تشغيل المدفع                                  | جيمي بليك                          |                                                             |
| 1984                 | تشغيل المدفع الثاني                           | جيمي بليك                          |                                                             |
| 1984                 | الإرهاب في الممرات                            |                                    | لقطات أرشيفية                                               |

### مقالات إضافية
- لويس، وجيري جيمس كابلان. دين وأنا (قصة حب). دووبلدي، نيويورك، 2005. ردمك 0-7679-2086-4
- توشيس، نيك. دينو : معيشية عالية في الأعمال القذرة والأحلام. دلتا للتجارة الكتب ذات الأغلفة الورقية، نيويورك، 1992 (1st طبعة). ردمك 0 - 385 - 33429 - العاشر
- سميث، جون الحيوان في هوليوود : أنتوني فياتو حياة في المافيا. المتراس الكتب، نيويورك، 1998. ردمك 1-56980-126-6

## وصلات خارجية
- دين مارتن على موقع IMDb (الإنجليزية)
- دين مارتن على موقع الموسوعة البريطانية (الإنجليزية)
- دين مارتن على موقع روتن توميتوز (الإنجليزية)
- دين مارتن على موقع مونزينجر (الألمانية)
- دين مارتن على موقع ألو سيني (الفرنسية)
- دين مارتن على موقع ميوزك برينز (الإنجليزية)
- دين مارتن على موقع تيرنر كلاسيك موفيز (الإنجليزية)
- دين مارتن على موقع أول موفي (الإنجليزية)
- دين مارتن على موقع قاعدة بيانات الأفلام السويدية (السويدية)
- دين مارتن على موقع إن إن دي بي (الإنجليزية)
- دين مارتن في قناة السيرة الذاتية
- Cleveland.com : الأبطال المحلييون: دين مارتن النشر
- عميد يعمل في غرفة في الرمال نسخة محفوظة 15 يناير 2016 على موقع واي باك مشين.
- دين مارتن على موقع فايند أغريف
- جيري لويس مقابلة للتلفزيون الأمريكي من الأرشيف
- سيرة دين مارتن / ديسكغرفي على الفاصل عصر الموقع
- مقابلة إذاعية مع Deana مارتن WSLR